# گاردنر (ماساچوست)
گاردنر، ماساچوست
گاردنر(به انگلیسی: Gardner) شهری در شهرستان ورچستر ایالت ماساچوست می‌باشد که در سال ۱۷۸۵ بنیان‌گذاری شده‌است. این شهر در سرشماری سال ۲۰۱۰ میلادی، ۲۰٬۲۲۸ نفر جمعیت داشته‌است.

## نگارخانه

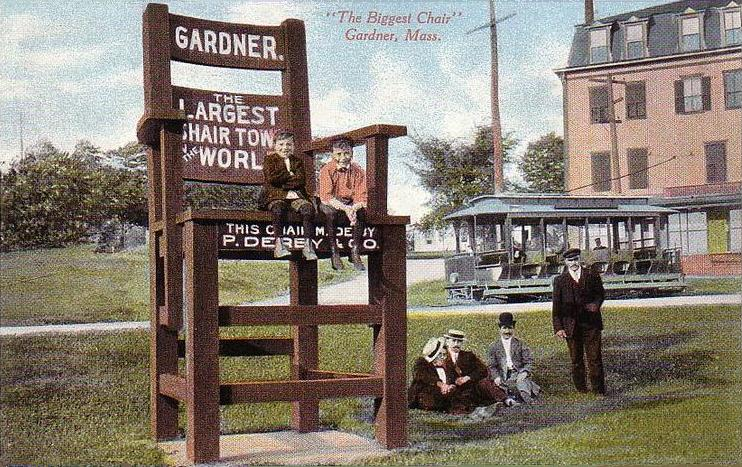
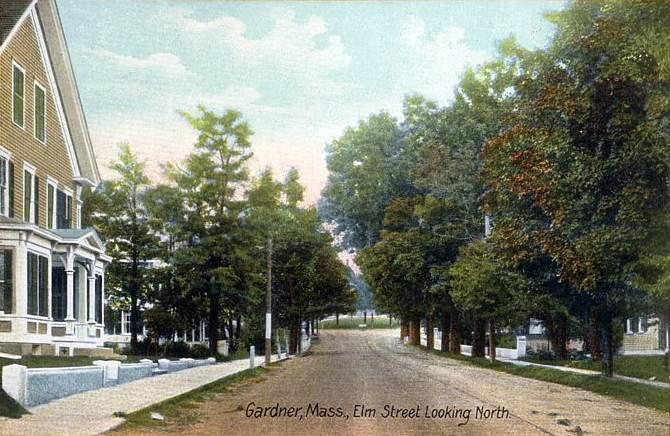
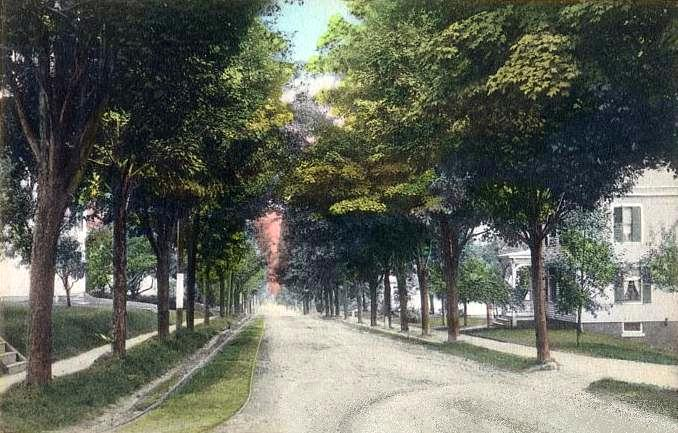